# José Fernández Granados
José Fernández Granados, conocido artísticamente como Perrate de Utrera (Utrera, 9 de junio de 1915-Dos Hermanas, 12 de octubre de 1992), fue un cantaor flamenco español.

## Biografía

### Infancia
El tercero de cuatro hermanos, José Fernández Granados nació en 1915 en Utrera, en la Plaza del Cuartel número 14, donde su padre se dedicaba a la fabricación de sillas de enea y a labores agrícolas; su padre también era aficionado al flamenco y le gustaba cantar por seguiriyas, soleá y bulerías en fiestas.
José estuvo muy poco tiempo en la escuela, debido a los escasos recursos económicos de su familia. Llevó una vida dura, trabajando desde pequeño de sillero y jornalero agrícola, como su padre. Fue sillero hasta que marchó al servicio militar. Desde bastante joven cantaba en familia y con diez años ya actuó en público en el café cantante El Cruzal (El Kursaal) de Utrera. Allí hizo de telonero y le pagaron un duro. Con ese dinero comía una familia en aquel tiempo. Luego ganó un concurso en un circo de Utrera, denominado el Circo Bolsa. A los once años, en un concurso de aficionados, le dieron cinco duros de premio, todo en calderilla, y siendo tan chico tuvo que acompañarle un municipal a su casa, para que no le sustrajeran el dinero.

### Madurez
Perteneciente a la quinta de 1936, hizo el servicio militar en Algeciras, participando posteriormente en la Guerra Civil: permaneció treinta y dos meses sirviendo como soldado.
Después de la guerra, se fue a Sevilla, donde Pulpón, que ya le había escuchado cantar, le metió en El Guajiro, donde trabajaban El Chocolate, Matilde Coral, su hermana Pepa Coral, Trini España, Farruco, Manuela Vargas y unos cuantos gitanos más, que eran canasteros y que bailaban y cantaban. Allí cobraba treinta duros.
Después del Guajiro se marchó a Madrid, a trabajar a El Duende, la sala flamenca de Gitanillo de Triana, donde estuvo dos meses ganando cincuenta duros, y luego estuvo otros dos meses en El Califa ganando quinientas pesetas. Por entonces cantaba para bailar y podía salir adelante con lo que cobraba en las fiestas, que eran dos o tres mil pesetas.
Se fue a Utrera y empezó a vivir de las fiestas y a hacer la Feria de Sevilla.
José se casó con Tomasa Soto Loreto, una hija del gran cantaor Manuel Soto Loreto (conocido como Manuel Torre). El matrimonio tuvo varios hijos: Gaspar Fernández Soto (Gaspar de Perrate), María Teresa, Dolores (Loli), Teresa, José Manuel, Consuelo (Chelo), Tomás (Tomás de Perrate), Diego y Adán.